# Theodor Schmidt (Sportfunktionär)

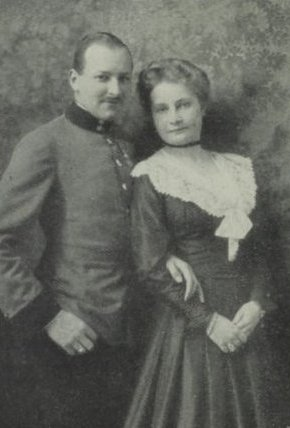
Theodor Schmidt mit seiner Verlobten Hildegard Haid von Haidenburg (ca. 1919)

Theodor Aurelius Schmidt (* 3. August 1891 in Wien; † 18. Oktober 1973 ebenda) war ein österreichischer Industrieller und Sportfunktionär.

## Biographie
Theodor Schmidt entstammte einer vermögenden großbürgerlichen Wiener Familie: Sein Vater Theodor Edmund und seine Onkel Alfred und Victor Ladislaus waren Eigentümer der Süßwarenfabrik Victor Schmidt & Söhne, seine Mutter die Erbin des jüdischen Bankhauses Pontzen. Seine Schwester Charlotte heiratete in das Südtiroler Adelsgeschlecht Pasquali-Campostellato ein. Es gab weitere verwandtschaftliche Verflechtungen und freundschaftliche Beziehungen mit in der Monarchie bedeutenden Familien. Theodor und Charlotte wurden katholisch getauft, obwohl der Vater Protestant war. Die Mutter trat nach der Geburt der Kinder aus der jüdischen Kultusgemeinde aus. Gegen den Willen des Vaters studierte Schmidt Jus, in Innsbruck, am Oxforder Queen’s College und der Pariser Sorbonne, wobei er fließend Englisch, Französisch und Spanisch lernte. Anschließend machte er eine Ausbildung zum „Notariats-Kandidaten“ und ersuchte um die Aufnahme in die Liste der Strafverteidiger.
Im Ersten Weltkrieg diente Schmidt im traditionsreichen k.u.k. Dragonerregiment „Kaiser Ferdinand I.“ Nr. 4, mit dem er bis zum Herbst 1917 an der russischen Front, in Albanien sowie am Piave im Einsatz war und ausgezeichnet wurde. In dieser Zeit entstand sein besonderes Interesse für Pferde. Nach Kriegsende wurde er Gesellschafter des Familienunternehmens, ohne sich jedoch aktiv zu engagieren: Die Verantwortung für die Firma delegierte er an seinen Vetter Ludwig Szenes sowie an eine Prokuristin. In der Firmenchronik von 1988 hieß es kritisch: Er war „von großer persönlicher Eitelkeit getrieben (…) Es war sein Ehrgeiz, in der Gesellschaft eine Rolle zu spielen und sich öffentliche Positionen zu verschaffen“. Sein Neffe Johannes Pasquali nannte ihn „Kronenkraxler“, wohl auch, weil Schmidt, der homosexuell war, 1919 die adelige Hildegard Haid von Haidenburg (1896–?) heiratete. Die Ehe wurde später vom Papst für ungültig erklärt und annulliert; Theodor Schmidt alimentierte seine ehemalige Ehefrau bis an ihr Lebensende.
Schmidt begann, sich politisch und gesellschaftlich zu betätigen, indem er verschiedene Posten annahm. So war er 1919 am Ständigen Schiedshof in Den Haag tätig und fungierte 1920 als Berater des österreichischen Vertreters in der „Interalliierten Plebiszitkommission“ zur Vorbereitung der Volksabstimmung 1920 in Kärnten. Er saß in Verwaltungs- und Aufsichtsräten von Banken und Unternehmen. Zu Beginn der 1920er Jahre engagierte er sich im Hauptverband der Industrie Österreichs. 1922 wurde er zum Kommerzialrat ernannt, von 1923 bis 1937 war er Vertreter der Arbeitgeber Österreichs bei der International Labour Conference des Völkerbunds. Er war regelmäßig auf exklusiven Veranstaltungen zu Gast oder fungierte als Gastgeber von solchen. Auch pflegte Schmidt, von seinen Freunden „Dody“ genannt und im Volksmund „Zuckerlschmidt“, enge Kontakte zur ehemaligen Kaiserin Zita. Während die konservative Presse sein Wirken lobte und die Boulevardzeitungen ihn ironisch kommentierten, wurde der „Vertreter des Großkapitals“ von der Roten Fahne und der Arbeiter-Zeitung wegen der „unerträglichen“ Arbeitsbedingungen im Unternehmen seiner Familie attackiert.
Seine von den Eltern geerbte Villa in Hietzing, die Schmidt gemeinsam mit seinem Chauffeur bewohnte, wurde zum Treffpunkt von Adel und Politik. 1927 gründete er den Firmen-Fußballklub Victor Schmidt & Söhne, in dem alle Mitarbeiter vom Arbeiter bis zum Chef Mitglieder sein sollten, und wurde dessen Ehrenpräsident. Kritik daran kam von der Arbeiter-Zeitung, da es zur gleichen Zeit Massenentlassungen gab. Zudem verhinderte Schmidt den Übertritt des Clubs in die Arbeitsgemeinschaft für Sport und Körperkultur in Österreich (ASKÖ), weshalb einige Spieler wieder aus dem Klub austraten.
Von 1924 bis 1938 stand Theodor Schmidt dem olympischen Sport in Österreich vor, zunächst als Präsident des nationalen Hauptverbandes für Körpersport, der gleichzeitig für die Erledigung der olympischen Angelegenheiten zuständig war. 1928 wurde er der Vertreter Österreichs im Internationalen Olympischen Komitee. Bei den Olympischen Spielen 1928 und 1932 fungierte er sowohl bei den Winter- wie auch bei den Sommerspielen als Organisator, warb Geld für die Entsendung der Sportler ein, informierte die Öffentlichkeit und war als Delegationsleiter vor Ort. Es gelang ihm, die 32. Sitzung des IOC im Juni 1933 nach Wien zu holen, woraus er ein glanzvolles gesellschaftliches Ereignis machte. 1935 konstituierte sich auf Forderung des IOC ein eigenständiges Österreichisches Olympisches Comité (ÖOC), dessen Präsident Schmidt wurde. Auch bei den Olympischen Winterspielen 1936 in Garmisch-Partenkirchen war Schmidt, der gute Kontakte zur austrofaschistischen Sportführung pflegte, noch involviert. Er sicherte die Teilnahme von 183 österreichischen Sportlerinnen und Sportlern an den Olympischen Sommerspielen 1936 in Berlin, indem er für die Finanzierung ihrer Reisekosten sorgte, wie etwa durch die Einführung eines „Olympiagroschens“. Auch gehörte er zu den 219 Österreichern, die 1936 am Olympischen Fackellauf teilnahmen.
Bei den Spielen in Berlin selbst wurde Schmidt allerdings kurzfristig durch Theobald Seyffertitz, den Generalsekretär der österreichischen Turn- und Sportfront (ÖSTF), ersetzt. Die Gründe für diese Entscheidung sind unbekannt; allerdings hatte Schmidt eine jüdische Mutter, war also nach den Vorstellungen der Nationalsozialisten „Halbjude“, er war homosexuell und der austrofaschistischen Regierung eng verbunden – diese Punkte könnten dazu geführt haben, dass Schmidts Anwesenheit in Berlin nicht erwünscht war. Seine Homosexualität lebte er bis zuletzt – seine Lebenspartner fungierten regelmäßig bei ihm als „Chauffeur“ –, und er identifizierte sich nie mit dem Judentum.
Während Schmidt im März 1938 an einer IOC-Session in Kairo teilnahm, kam es zum „Anschluss“. Er kehrte umgehend nach Wien zurück, erkannte aber die künftigen Gefahren für ihn als sogenannten „Halbjuden“ und reiste nach Rom, wo er bis 1940 blieb. Er gelangte in die USA, wo er an der Universität von Chicago lehrte und als Journalist arbeitete. Eine Kontaktaufnahme mit Avery Brundage verlief unbefriedigend. Schließlich reiste er weiter in die Dominikanische Republik, die von dem Diktator Trujillo regiert wurde. Über seine dortige Zeit ist nichts bekannt.
1955 kehrte Theodor Schmidt nach Wien zurück, nach eigenen Angaben war er Honorarkonsul der Dominikanischen Republik. Er lebte von einer Leibrente auf der Basis seines Firmenanteils und schließlich vom Verkauf seiner Villa: „Seine Firmenanteile erlaubten es ihm, ein finanziell ungebundenes Leben zu führen, seine Netzwerke aus den Jahren vor 1938 sicherten ihm eine geachtete gesellschaftliche Position.“ Er verkehrte in Diplomatenkreisen und hatte beste Kontakte zur Politik, von Otto von Habsburg bis zu Franz Olah. Matthias Marschik schreibt: „Seinen großbürgerlichen Habitus und seine monarchistische Weltsicht legte er bis zu seinem Tod 1973 nicht ab.“
Theodor Schmidt starb am 18. Oktober 1973 im Alter von 82 Jahren in Wien. Er wurde im Ehrengrab seines Vaters Theodor Edmund Schmidt am Evangelischen Friedhof Simmering (Gruft bei der Mauer, Nr. 19) bestattet.